# Michael Schmidt (Diplomat)
Michael E. Schmidt (* 19. Juni 1932 in Mannheim; † 16. Dezember 2019) war ein deutscher Diplomat.

## Leben
Michael Schmidt studierte nach seinem Abitur in Konstanz Rechts- und Wirtschaftswissenschaften an der Albert-Ludwigs-Universität Freiburg. Nach seinem Abschluss als Diplom-Volkswirt wurde er 1956 zum Dr. rer. pol. promoviert. Er trat 1957 in den Diplomatischen Dienst im Auswärtigen Amt ein und war zunächst in der Bonner Zentrale tätig. Es folgten Auslandseinsätze in Antananarivo, Madagaskar (1960), Conakry, Guinea (1960–1962) und in Nairobi, Kenia (1963–1967) und Tätigkeiten in der Bonner Zentrale des Auswärtigen Amtes.
Von 1971 bis 1973 war Michael Schmidt deutscher Botschafter in Ouagadougou in Obervolta (Burkina Faso). Von 1973 bis 1976 war er Ständiger Vertreter des Botschafters in Beirut im Libanon und von 1976 bis 1980 Ständiger Vertreter des Botschafters in Pretoria in Südafrika. Nach Leitung der Abteilung Afrika im Auswärtigen Amt in Bonn war er von 1985 bis 1990 Botschafter in Abidjan, Elfenbeinküste. Von 1990 bis 1994 war Schmidt Generalkonsul in Montreal, Kanada und von 1994 bis 1997 Botschafter in Colombo, Sri Lanka, sowie von 1996 bis 1997 Botschafter auf den Malediven mit Sitz in Colombo, Sri Lanka.